# Далешевиці
Далешевиці (пол. Daleszewice) — село в Польщі, у гміні Парадиж Опочинського повіту Лодзинського воєводства.
Населення — 315 осіб (2011).
У 1975-1998 роках село належало до Пйотрковського воєводства.

## Демографія
Демографічна структура станом на 31 березня 2011 року:
|          | Загалом | Допрацездатний вік | Працездатний вік | Постпрацездатний вік |
| -------- | ------- | ------------------ | ---------------- | -------------------- |
| Чоловіки | 159     | 43                 | 97               | 19                   |
| Жінки    | 156     | 39                 | 79               | 38                   |
| Разом    | 315     | 82                 | 176              | 57                   |